# Problem (musikgrupp)
Problem var ett band som bildades i Malmö 1976. 
Bandet som var ett av de tidigaste punkbanden i Malmö, och på den svenska punkscenen, fick ofta spela förband när utländska punkband kom till Malmö. Musikstilen lutade mer åt garagerocks-hållet, typ The Stooges och MC5 än traditionell punk. Även om debut-EP:n fick bra kritik av bland annat Expressens Mats Olsson och debutalbumet släpptes på ett etablerat skivbolag som Phonograms underetikett Smash dröjde det fem år innan nästa skivsläpp. Tredje och sista albumet som var engelskspråkigt släpptes 1988, detta efter att Henrik Herrström lämnat bandet 1982 och Håkan Olsson tagit över rollen som gitarrist samt att Joakim Rooke och senare Alexander Dzamic tagit plats som trumslagare.

## Bandmedlemmar
- Stefan Ahlqvist (gitarr, sång)
- Henrik Herrström (gitarr, orgel, 1976-1982, 2005-nutid)
- Håkan Olsson (trummor, sång, 1976-1982, 1993-nutid, gitarr, 1983-89)
- Gerth Malmros (Gerth Martinsson) (bas, 1976-2006)
- Joakim Rooke (trummor, 1983-84)
- Alexander Dzamic (trummor, 1984-89)
- Josephine Ahlqvist (keyboard, 1987-89)
- Stry Terrarie (gitarr, sång, 1993-96)
- L-O "Lulle" Ivarsson (bas, 2006-nutid)

## Diskografi

### Singel
- 1978 – "90 000"
- 1978 – "Jag vill inte ha"
- 1979 – "Nån som du"
- 1982 – "Vild mun"

### EP
- 1978 – "Problem"

### Album
- 1978 – Problem
- 1982 – Gandhis bar
- 1988 – Fork
- 2005 – Central Stimulering *

(*=Innehåller albumen Problem och Gandhis bar i sin helhet samt delar av Fork och singelspår)

### Medverkan på samlingsalbum
- 1998 – Vägra raggarna benzin vol.1
- 2010 – Svenska Punkklassiker Vol.1